# モンモンモン
『モンモンモン』は、つの丸による日本の漫画。『週刊少年ジャンプ』（集英社）において、1992年13号から1993年50号まで連載された。単行本はジャンプ・コミックス全8巻。

## 概要
おさるのモンモンの活躍を描く動物漫画。絵柄の荒さやフルチン、ウンコなどの下ネタや、ドタバタ劇とは裏腹に、主人公モンモンの弟モンチャックに対する兄弟愛や、強引ながらも人生を説く語録が特徴。登場キャラクターが自他の紹介、評価で「かつてプロを目指したけどあきらめた」といった自慢にならないことを凄そうに言うことが多い。また、時折はさまれるシュールかつブラックなギャグ、マニアックな小ネタなども多く、ギャグ漫画らしからぬシリアスな話も所々に挿入されている。
1993年50号にて連載終了。終了直前の回では次週の予告がされているため、終了に至った詳細は明らかになっていない。後に雑誌未掲載分のエピソードが単行本にて描き下ろしという形で追加され、物語は完結。単行本にのみ収録された最終話は主人公のモンモンが弟モンチャックを守って溺死するという、衝撃的な結末であった。これらについて作者は後年『サンドウィッチマンの週刊ラジオジャンプ』（TBSラジオ）に出演した際「打ち切りを通告されても話をまとめきれなかった」「ファンは単行本を買ってくれているので」「後年になって打ち切りであることを知らずに単行本を読まれたとして、ダメな漫画家だと舐められたくなかった」「『あしたのジョー』のファンなので、力石が8巻で死んだことにちなんで8巻でモンモンを死なせた（『みどりのマキバオー』でも8巻でチュウ兵衛が死亡する）」といったエピソードを語っている。
作者が阪神タイガースのファンということもあって、モンモンはいつも阪神の帽子を被っていた。また、登場するおさるのほとんどが同じ顔で服装やヒゲでしか区別がつけられないが、モンモン一家のみ鼻が丸い形になっている（丸い鼻のキャラクターは厳密にはモンモン一家4人とチャラ子・ありす・マサーキ京元の計7人である）。
モンモンの原型は1991年の第2回GAGキング準キング受賞作『さる大使』に登場する「さる」と、『週刊少年ジャンプ 1991年 Spring Special』に『さる大使』と同時掲載された『GOGOポチョムキン』に登場するサイボーグ猿「モンモン」であり、より擬人化を重ねて『モンモンモン』のモンモンとなった。「モンモン」を主役とした読み切りは複数描かれており、後に本作に登場するキャラクターも何人か登場している。つの丸は「自分で描いて自分で笑い続けられるだけの好きなキャラをしつこく出し続けた」と語っている。
2010年5月時点で、紙媒体による単行本は絶版状態だが電子書籍としては全巻販売されている。

### 帰ってきたモンモンモン
2016年1月に申年であることを記念して『帰ってきたモンモンモン』として『週刊プレイボーイ』の3・4合併号から2週連続復活掲載。1週目は前半7ページが本誌。後半が『週プレNEWS』掲載という異例の形となった。

## あらすじ
豆を窃盗した罪で捕まり、おさる刑務所（通称：さる刑）に入れられたモンモン。刑務所長の後藤は生意気なモンモンをつぶそうと、所内の乱暴な猿たちをモンモンにけしかける。だがおさるたちはどこまでもマイペースなモンモンの人柄に誤解して惚れ込んでいき、次々に仲間になっていく。さらに弟のモンチャックも加わり、やがてモンモンたちは後藤を倒して刑務所は猿たちの楽園になった。
しかし、さるだけになった刑務所に食糧不足の問題が襲いかかる。飢えに苦しむ刑務所のさるたちは優勝賞品の「豆」を手に入れるべく「最強猿決定戦」に出場する。その後、モンモンとモンチャックは苦労の末生き別れになった父モンタナと母モンローを捜し出し、生まれ故郷の原崎山へ戻るのだった。
だが、原崎山でもモンモンに平穏な日々は訪れない。家では父と衝突が絶えず、入学した原崎山小学校では、ライバルの熊野ちん平（くまチョン）や、新聞係のチャラ子と幾度も対立する。ある日、くまチョンに単なるそうじ係を「内閣そうじ大臣」として押し付けられたモンモンは、自身を権威ある猿だと思い込み、尊大な発言をしながらも、原崎山のそうじ大臣として他者のために行動するようになり、くまチョンやチャラ子とケンカしながらも何かと行動を共にするようになる。
そんな中、モンモンは地球が丸いという、過去に宇宙から見た事実を教室で話す。しかし、クラスメイトに信用されず、教師の態度も判然とせず、挙句の果てに父にすら麻薬の使用を疑われるなど、屈辱的な思いをする。そして彼は地球が丸いことを証明するために、風船気球による地球一周の旅に出発する。

## 登場キャラクター

### モンモン一家
モンモン
主人公。11月6日生まれの6歳。小さい頃親と生き別れになり、以後人間から逃げながら弟のモンチャックと2人で暮らしていたが、窃盗、傷害などの罪で捕まりおさる刑務所に入れられてしまう。刑務所内では腕っ節の強さと持って生まれたカリスマ性と運の強さで次々と猿たちを味方につけていき、彼のもとに統合されていくことになる。能天気で破天荒で短気な性格、天然で非常識だが、弟、家族を想う気持ちは誰よりも強い（ただし1巻ではただのぬいぐるみをモンチャックと勘違いした）。服装は初期は阪神帽のみの裸だったが、後にバッタもんのつの丸サイン入り小兵二軍団Tシャツ（森田まさのり作の『ろくでなしBLUES』と互いにコラボレーションを行なったもの）を購入している。漢字表記は「悶悶」。鼻の穴を指でほじっていることが多い。泳げない所謂カナヅチで、そのことと同じカナヅチの弟を想う気持ちが物語ラストでのモンモンの運命を決定づけることになる。好きな物は豆、ローズ牛乳、刑事ドラマ。
『がんばれ! パンダ内閣』にも巻末漫画のそうじ大臣として登場している。

モンチャック
モンモンの弟。3月3日生まれの4歳。よだれかけと帽子がトレードマーク。モンモンより2歳年下だが兄よりしっかりしている。物語当初は幼さゆえにすぐ泣いてしまうシーンも見られたがストーリーの進行と同時にその弱さも克服していく。長く兄と2人っきりで生きてきたため兄への信頼は強く同時に非常に兄想いでもある。最終回で弟である自分を守って死亡した兄モンモンに代わり、原崎山の四代目総長となる。名前は高倉健の「健」と菅原文太の「太」からとったそうだが、漢字表記は「悶着」。ポチョムキン人形を大事にしている。チョコクリスピーが好物。
『みどりのマキバオー』第1部最終回にも、兄のモンモンに似たような成長した姿で登場する。

ミノ・モンタナ
モンモンの父親。9月21日生まれの32歳。清酒糞正宗をこよなく愛すガンコ親父であり、その正体は猿界での西日本最大の勢力、原崎山の三代目総長。原崎山が人間に襲撃された時、妻モンローをまだ赤ん坊だったモンモンとモンローのおなかの中にいたモンチャックと共に逃がす。その後なんとか生き延びたモンタナは生き別れになった妻と息子を探すため日本中を旅していた。猿が1回撃たれればたちまち眠ってしまう麻酔銃を何発も受けながらなおも正気を保てる体力とパンチ一撃でトラックを吹っ飛ばし、地割れを起こす腕力など並外れた身体能力を持つ。家族を想う気持ちは強くモンモン、モンロー、モンチャックと再会したときは涙したが、豪快な性格、短気さ、非常識さなどはモンモン以上で一家で原崎山に帰ってからも親子喧嘩は絶えなかった。趣味は、酒蔵の糞正宗の本数を毎日チェックすること、庭の植木いじり。好きな人物は優作。

エリザベス・モンロー
モンモンの母親。12月27日生まれの28歳。原崎山襲撃事件後にモンチャックを産んだ後人間にとらわれ長らく動物園で見世物とされていたが、モンモンたちが救出し一家は再び一緒に暮らすこととなった。モンモン一家ではモンチャックとともに良識人であり、彼女がいないと一家はめちゃくちゃになってしまう。過去に準ミス原崎山に選ばれたことがある。

### おさる刑務所
ビッグ・ジョン
おさる刑務所4組のボス。1月23日生まれの16歳。奈良県出身で地元ではアイドル扱いを受けていたが、それを妬んだ不良に土産物屋で売っていたお土産用の木刀で袋叩きにされ、捨てられていた木刀（ブロウン・トゥ・ビッツ）を拾って（木刀を売っていたであろう土産物屋を）滅多打ちにした。そのためおさる刑務所に収容される。4組に収容されたモンモンをシメようとするが、逆にモンモンの懐の深さに触れ（実は勘違い）、モンモン第一の仲間となる。刑務所の農業作業に愛着を持っており、落花生を大切に育てていた。青田赤道とモンモンを尊敬している。
ウォッティ
自転車猿で3組のボス。9月10日生まれの6歳。かつては関東最大の暴走族エクスプロイテッドのリーダーであった。革ジャンにモヒカンがトレードマークで「トロージャンの狼」の異名を持つ。モンモンに独房王レース（ヒルツレース＝チキンレース）を挑むが敗れ、命を助けられたことがきっかけで（ただし偶然）モンモンの仲間になる。本作品の連載が始まる前の読み切り作品でも登場している。
ゴライアス
特殊工作猿で2組のボス。偽モンチャックを使った謀略でモンモンを苦しめ、バキバキドカン対決で剣術「図留意世（ずるいよ）」を使いモンモンを瀕死にまで追い詰めるが、酔拳を使ったモンモン（実際はボコボコにやられてふらついていただけ）に一方的に恐怖し降参してモンモンの仲間になる。その後はキャル戦、お蘭戦でたて続けに負傷し活躍の場がなかった。野球が上手い。
味兵衛（あじへえ）
料理猿で1組のボス。7月16日生まれの44歳。「料理はあいじょー」「楽しい給食」がモットー。嵐山料理道場の出身で修行に10年を費やした。刑務所の給食を仕切っている。給食に毒を混ぜてモンモン軍団を苦しめるが、給食を食べなかったモンモンとの料理対決でモンモン兄弟の愛情に触れ、料理の真髄を知りモンモンの仲間になる（珍しく特に勘違い要素はない）。年齢はさる刑最年長で、10年後のモンチャックの4代目原崎山総長襲名の際にはすでに死亡していた。尊敬する猿は師匠の嵐山味蔵とモンモン。
キャル
野球猿。地下の独房に収容されていた。ディスチャージチームを率いてモンモンと野球で対決するが、命をかけてベースに仕掛けられた爆弾から自分たちを守ったモンモン（本当は野球のルールを知らなかったモンモンの勘違い）に感銘を受け、仲間になる。
後藤（ごとう）
おさる刑務所所長。本人曰く、「かつてアストロ球団を創立した、やるといったらやる男」でおさるを殺すことなどへとも思っていない。悪い人間であの手この手を使ってモンモンたちを苦しめるがことごとく失敗する。野球対決の時にモンモンが抱えた爆弾の爆発に巻き込まれて重傷を負い、所長の座を退く。後に最強猿決定戦にも登場し、モンモンへの復讐を企むが失敗。動物園では巨大ロボット「KM510（キング・モンキー・ゴトー）」を操りモンモン一家の皆殺しを企てるがほとんど自爆に近い形で失敗。ボロボロになりながらその直後、モンタナと再会したモンモンたちをトラックで轢き殺そうとするがモンタナのパンチ一撃でトラックごと吹っ飛ばされる。
嶋（しま）
後藤の後任所長。モンチャックを猿質にとり、おさる刑務所に再び人間の支配を取り戻そうとするがモンタナにより阻まれる。
タクシーのおっちゃん
親切で人情味溢れる人間。改造車のタクシーに乗る。刑務所編ではお金を持たないモンチャックを刑務所まで送り、最強猿決定戦編ではモンモン軍団を会場まで乗せ、動物園で再会したモンモン一家を原崎山まで送り届けた。キャリア16年のベテランで、知らない目的地も大体勘で分かる。

### 最強猿決定戦
はんぺら（純一）
最強猿決定戦の会場の近くにたまたまいた猿。モンタナに勝手に「はんぺら」（ドラマ『池中玄太80キロ』で井上純一が演じた青年・杉野のあだ名より）と命名され、使い走りにされたのがきっかけで以降、散々な目に遭う。
ダイナマイト・ダディ・ゴリ
通称ダディ。ピザ屋で働くゴリラ。デリバリー中に商品のピザを食べてしまう悪癖のせいでクビになりかけるが、道中で会ったモンモンたちの助力でクビを免れる。
なぞ猿
覆面を被った猿のチーム。「なぞなぞひみつ、教えな〜い」という必殺技を持つが、実はあたかも必殺技を仕掛けたように見せかけて相手を混乱に陥れるだけの技。この技でキャルをKOしたが、覆面にしか興味を示さなかったモンモンには通用しなかった。
お蘭
スケバン猿。私立極猿（きわめざる）高校のスケ番で生徒会副会長。女であるにも拘らずヒゲが生えており、そのコンプレックスからグレる。2回戦でモンモンチームと対決するがモンモンたちの愛情に触れ敗北。ビッグ・ジョンに片想いし、ヒゲを剃った直後ジェロに顔面を殴打され負傷する。
なまはげ猿
モンモンチームの3回戦の対戦相手だったチーム。名の通り、なまはげの格好をした猿の集団。対戦前にモンチャックを誘拐しようと計画するが、たまたま通りかかったモンタナに阻止され、説教される。その後、試合を棄権。
ジェービー
みそっぱ猿。ソウルの帝王でミソッパ軍団を率いる。選手宣誓を行なうが「ミソッパ」と「ゲロンパ」しか喋らない。後藤が優勝候補と睨んでいたが、3回戦で負けていた。
ジェロJr.（ジェロ・ジュニア）
東日本最大の勢力を誇る伊達山お猿連合の二代目総長。スーツ姿の渋い外見をしているが、かなりの天然である。父はモンタナのかつての親友で伊達山初代総長のビアフラ。モンタナの裏切りにあった（ただの勘違い）亡き父の無念を晴らすべくイタチ山軍団の偽名で参戦し、その息子モンモンに戦いを挑む。珠算検定、ボイラー技師など多数の資格を取得している。
ハカセ
ジェロJr.の部下。公文式で勉強した東大卒のインテリ猿。だが二桁の足し算や、簡単な漢字を間違えたりとそれほど優秀ではない。
イタコ八郎（イタコ はちろう）
ジェロJr.の部下。恐山出身のイタコ猿。大柄な体格で、ジェロと共に空手ざる軍団を襲撃し全員戦闘不能にし、後藤を一発でふっ飛ばした。他人の魂を自由に操ることができるが、実は八郎自身が悪霊に操られていた。

### 動物園までの旅編
ケーキ屋のじじい
味は良いが近くにできた大手チェーンのケーキ屋のせいで、商売あがったりの「じじいのケーキや」の主人。アンチクライスト。
宮蔦代議士（みやつた だいぎし）
代議士で街の支配者。モンモンの独特のクリスマスケーキのコーディネートに感動して、じじいのケーキ屋のケーキを100万円で全て買う。パチンコ店では玉も金も尽きたモンモンの隣の台に現れ、玉を提供した。『みどりのマキバオー』にもヤクザの親分として登場する。
サンダーボルト
気性の荒い競走馬。関係者によれば「まじめにやっておったら日本一になれるほど」の素質馬。1992年荒馬記念では競馬新聞で酷評されながらも、モンモンが騎手として騎乗し1番人気の宿敵マホノバラモンを破る。初登場時の馬齢は5歳で、父カツラデエース、母クウェーヴァー。喫煙者である。
『みどりのマキバオー』でサンダーはすでに永眠していると明かされる。また同作に登場するベアナックルはサンダーボルトの全弟（両親が同じ）である。また、マホノバラモンも宮蔦親分の所有する馬として草競馬に登場している。
犬
目が見えないメスの野良犬。天敵と言われる猿を嫌悪していたが、盲目のためモンチャックを猿と気付かず、人間と思い込み交流を持つ。モンチャックが競馬で稼いだお金とバイト代などで手術を受けさせ目が治った。
睦五郎（むつ ごろう）
動物じじい。千葉県の小さな動物園「木更津アニマルランド」の園長だったが、後藤に園を売却し、園長職も後藤と交代する。
赤岩（あかいわ）
スケーティスト。本人曰く、オリンピックで金メダルを取れる実力でありながら、国内では未勝利。負けたらモンローの居場所を教えることを条件にモンモンと500mのスピードスケート勝負を行い、完敗する。しかし彼がモンローの居場所を教えた様子はなく、モンモン兄弟は後藤の案内に従うこととなった。
Dr.マーチン（ドクター・マーチン）
怪しい催眠術師。日本語が堪能で、弟子も存在する。後藤の命令でモンモンに催眠術を披露し、モンモンとの催眠術対決に発展するが、自ら敗北を認める。

### 原崎山
熊野ちん平（くまの ちんぺい）
通称くまチョン。5月27日生まれ。年齢は初登場時の発言によれば5歳だが、後のプロフィールでは6歳であった。原崎山小学校児童でモンモンとは「ももぐみ」のクラスメイトであり、対等に付き合う。クマのマークがトレードマーク。当初は大人がいる時は気弱で純粋な子供を演じ、そばにいるのが子供や自分より立場の弱いサルだけになった途端態度が急変する卑怯なだけのキャラクターであった。当時モンモンより1歳年下にもかかわらず、日本酒（糞正宗）を愛飲していた。クルーザー、飛行船、F1カーなどを所持し乗りこなす。自分では「天涯孤独に生きてきた」と言っているが、家族関係は一切不明。普段は関西弁で話す。モンモンには終始悪態をつきなにかと意地悪をするが、地球一周の旅をしようとしたモンモンたちを心配して追いかけて行ったり、モンモンは意識的ではないにしろ結果的にくまチョンを助けていたりと心の奥では友情が垣間見える。数えられている限りでは、モンモンとの戦績は一勝一敗一分け。
鮫島チャラ子（さめじま チャラこ）
くまチョンと同じくモンモンのクラスメイト。8月9日生まれの6歳。新聞記者の父・源五郎と2人暮らしで家事は彼女が行っている。自身も原小の新聞係で「はらしょう新聞」を発行している。たまにヒステリックを起こすと手につけられないが、基本的には心の優しい女の子。チンゲートに誘拐されたときの一連の態度など、モンモンに少なからず気がある。父と事件記者チャボを尊敬している。
鮫島源五郎（さめじま げんごろう）
チャラ子の父。売れない新聞の「さめじま新聞」記者であり、取材や印刷を1人で行っている。妻には逃げられている。森林保護の訴えや病気の子どものための寄付を募るなど、売るよりも人（？）道が目的の記事を書いているためチャラ子からは「誰も読まない」「道楽でやっている」と言われていたが、後に和解した。
マサーキ京元（マサーキ きょうもと）
若くてカッコイイ教育実習生。人形を集めるのが趣味だが、周りの教師には馬鹿にされることを理由に秘密にしている。理科準備室に怪獣やスーパーヒーローの人形を展示していた。モンモンと意気投合しヒーローごっこに熱中する。読者考案キャラクター。
片山うきょーっ（かたやま うきょーっ）
Fいちパイロット。招待選手として原崎山グランプリに出場する。読者考案キャラクター。
コージ
原小のグラウンドを占領したサッカー好きの中学生。パーマを失敗した髪型が特徴。シュートで飛行機を破壊するほどのキック力を誇る。PK戦と5対5の試合で二度にわたりモンモンらと対戦した。
後始末（あとしまつ）
コージと共に原小のグラウンドを占領したサッカー好きの中学生。ゴールキーパーを務める。本人曰く0.01秒で球筋を見切る。PK戦ではすべてのキックを防いだが、5対5のミニサッカーでは2失点を許した。
ダージン
ウンコク星王子。原崎山に着陸した際に、モンモン一家にモンモンと間違われ、夕食を共にする。
サルコップ
科学技術の粋を集めて作られたバディ（体）を持ち、あらゆる状況に対処できるようになっていると豪語する正義の味方のロボット。拳銃の弾丸を跳ね返し、臨機応変に技を編み出して偶然を必殺技にしてしまえるなどの能力を持つ。その反面、前が見えなかったり、バディが動きにくくて破れやすいといった弱点がある（ピンチになると自動的に「サルコップピーンチ」と警報が鳴り、ヤバイことがすぐ解るようにできている）。北極に現れた際は動き易いバディに改良された新型のニューサルコップとして登場したが、前は見えないままであり、改良されたバディを攻撃されると怒るようにプログラムされている。その正体は誰も知らない。

### 地球一周の旅編
王功夫（わん いさお）
カンフー道場の師範。パンダ拳道場の嫌がらせにより門下生が減ったことから、高名な拳法家を用心棒として呼び寄せた。しかしモンモンをその用心棒だと勘違いする。
ラクダの王子
魔法使いのババアの魔法によってラクダの姿に変えられて、婚約者もババアの息子に無理やり奪われてしまった人間の王子様。モンモンの活躍によってババアを倒し、人間の姿に戻ることができた。
ミネ
パリで活動する売れない画家。自らの作品に対するモンモンの批評に感銘を受け、指導を仰ぐ。画法や芸術観について学ぶ中で、芸術と商売の間で葛藤を抱えることもあったが、最終的には画家としての信念を確立する。ただし、100年以上経過しても彼の作品が高い評価を得ることはなかった。
チンゲート
アメリカに存在した明るく賑やかな街で手下と共に悪事の限り（といっても、人をパシリにしたり人が見ているテレビを横取りしたりといった程度）を尽くし、住人を減らし街を荒廃させた張本人。チャラ子を誘拐してモンモンらを誘い出し、殺そうと目論む。
黒ヒゲ
いかだで漂流していたモンモンらの乗船を許した海賊船長。300年前に奪われた自分の刀を探して海をさまよっている。
アシカ君
北極に住むアザラシ。動けなくなったモンモン兄弟を保護して、一家で世話をする。モンモンに何度もアシカと間違えられる。白くまが天敵。
空マン
空飛ぶマントを手に入れたことから飛ぶようになった男。アルバイトをしている。ヒーローじみた格好からモンモンから正義の味方と思われたが、本人は散歩感覚で空を飛んでいるに過ぎないために「飛べる能力があるなら人を助けたりとかしろ」とモンモンの反感を買い、正義の在り方を説かれる。一度に3つの風船を膨らませられるほどの肺活量があり、その呼吸法を活かしてラマーズ法の第一人者として活躍することになる。
アムンゼンとスコット
北極点を目指す2人組。空港でそれぞれくまチョンとチャラ子の荷物を間違えたまま北極へ行き（くまチョン側も間違いに気付かなかった）、何も知らずに中に潜んでいたモンモン兄弟を北極へ運ぶことになった。テントに置いていったすべての荷物をモンモン兄弟に持ち出された。